# جمعية كشافة البوسنة والهرسك
جمعية كشافة البوسنة والهرسك هي المنظمة الكشفية الوطنية في البوسنة والهرسك. وقد تأسست في 17 ديسمبر عام 2011 من خلال اندماج المنظمة المكونة ثلاثة من سابقتها، ومجلس الجمعيات الكشفية في البوسنة والهرسك، كانت عضوا في المنظمة العالمية للحركة الكشفية منذ عام 1999. ومجلس التعاون التربوي للجمعيات الكشفية في البوسنة والهرسك 1250 أعضاء اعتبارا من عام 2011.

## روابط خارجية
- جمعية الكشافة جمهورية صربسكا